# Potito Pedarra
Potito Pedarra (Ascoli Satriano, 13 août 1945 - Milan, 22 novembre 2020) est un musicologue italien, qui s'est spécialisé dans l'œuvre d'Ottorino Respighi.

## Biographie
Après avoir passé son enfance dans son pays d'origine, il s'est installe à Milan où il a étudié et travaillé en tant que designer. Passionné de musique, il commence sa recherche sur les œuvres d'Ottorino Respighi.
Pour avoir créé un intérêt nouveau autour de l'œuvre et de la figure de Respighi, en 1980 il a obtenu d'abord le poste de secrétaire général de l'Accademia Musicale Ottorino Respighi d'Assise et, un an plus tard, celui de président; à cette époque, le poste de président d'honneur était occupé par Antal Dorati, un des plus grands chefs d'orchestre spécialistes de Respighi. Jusqu'en 1982, Pedarra s'est impliqué dans la préparation pour la célébration du "1er Centenaire de la naissance de Ottorino Respighi".
En 1984, Elsa Respighi - veuve du compositeur - et la Casa Ricordi confient la tâche de rechercher et de cataloguer les manuscrits conservés de Respighi dans diverses bibliothèques et musées italiens et étrangers. À la suite de ses travaux, l'attention des chercheurs, dont Alberto Cantù, s'est concentrée sur Respighi, et en quelques années sont apparues plusieurs grandes publications sur le sujet.
Pour satisfaire la volonté d'Elsa Respighi, il s'est donné pour tâche la création du catalogue complet des œuvres du maître. En 1986, il a commencé à travailler avec la Fondation Cini de Venise.
En 1993, avec d'autres chercheurs, il a organisé une conférence consacrée à l'étude des premières œuvres de Respighi. Les contributions faites par les participants à la conférence qui s'est tenue au Centre culturel Rosetum de Milan, ont été publiées dans deux numéros de la revue Civiltà Musicale, puis recueillies dans une monographie. Cette même année et jusqu'en 2000, il est devenu un collaborateur et le rédacteur en chef de ce magazine.
Après avoir publié Il pianoforte nella produzione giovanile di Respighi, pour diffuser les résultats de ses recherches, il crée la Biblioteca Economica di Musicologia et Gli Anniversarii musicali del 1997, un recueil d'essais sur des personnalités musicales disparu récemment comme Elsa Olivieri Sangiacomo. Enfin, il a édité le nouveau Catalogo delle opere di Ottorino Respighi, mis à jour et augmenté d'un index thématique et le Carteggi respighiani, divisé en volumes, un Catalogo iconografico et d'autres études généalogiques sur les différentes branches de la famille Respighi, du XVIe siècle à nos jours.
Le résultat des recherches de Pedarra est le catalogue de tous les manuscrits connus de Respighi et des endroits où ils sont conservés (I - Œuvres datées, II - Œuvres non datées, III - Esquisses et croquis, IV - Musique d'Ottorino Respighi transcrite par d'autres auteurs), conservés dans les cinq plus importantes bibliothèques existante (Sienne, Turin, Venise, Bologne et New York).

## Archives privées de Respighi
Pedarra a également mis à la disposition des universitaires italiens et étrangers à son domicile de Milan les « Archives privées de Respighi », afin de promouvoir le développement des études autour de la figure du compositeur bolonais.
Ces archives Respighi, composées principalement de "lettres" musicales, pendant des décennies, ont transformé sa maison en un «lieu de pèlerinage» pour les musicologues, musiciens et chefs d'orchestre qui souhaitent approfondir leur connaissance de l'art et de la personnalité d'Ottorino Respighi, puis, après sa mort, également ceux d'Elsa Olivieri Sangiacomo.
La particularité de ses archives est d'être une source inépuisable de presque tous les "lettres" dans le monde, soit de manière rare d'autographes et habituellement en fac-similé du manuscrit, à quoi s'ajoutent les éditions imprimées. Ces archives se sont tellement enrichies par rapport à la taille de sa bibliothèque, qu'elles ont été réparties en plusieurs endroits, ce qui rend leur consultation difficile et laborieuse.

## Écrits
- Elenco dei manoscritti autografi di Ottorino Respighi, in Respighi compositore di Alberto Cantù, Eda, Turin, 1985.
- Catalogo delle opere di Ottorino Respighi, in Ottorino Respighi, Turin, ERI, 1985.
- Atti del Convegno “Respighi Giovanile, a cura di Adriano Bassi e Potito Pedarra, Milan, Rosetum, 1993.
- Il pianoforte nella produzione giovanile di Respighi, Milan, Rugginenti, 1995.
- Gli Anniversari musicali del 1997, a cura di Potito Pedarra e Piero Santi, Milan, Rosetum, 1997.